# Rào cản gia nhập
Trong các lý thuyết về cạnh tranh trong kinh tế, một rào cản gia nhập, hoặc rào cản kinh tế để gia nhập, là một chi phí cố định phải chịu bởi một người mới tham gia, bất kể hoạt động sản xuất hay bán hàng, vào một thị trường mà đương nhiệm không có hoặc không đã phải chịu.
Bởi vì các rào cản gia nhập bảo vệ các công ty hiện tại và hạn chế cạnh tranh trong một thị trường, chúng có thể đóng góp vào giá cả méo mó và do đó quan trọng nhất khi thảo luận về chính sách chống độc quyền. Rào cản gia nhập thường gây ra hoặc hỗ trợ sự tồn tại của độc quyền hoặc cung cấp cho các công ty quyền lực thị trường.

## Định nghĩa khác
Các định nghĩa mâu thuẫn khác nhau về "rào cản gia nhập" đã được đưa ra từ những năm 1950, và không có sự đồng thuận rõ ràng về việc nên sử dụng định nghĩa nào. Điều này đã gây ra sự nhầm lẫn đáng kể và có khả năng chính sách thiếu sót.
McAfee, Mialon và Williams liệt kê 7 định nghĩa phổ biến trong tài liệu kinh tế theo thứ tự thời gian bao gồm:
Năm 1956, Joe S. Bain đã sử dụng định nghĩa "lợi thế của người bán thành lập trong ngành so với người bán tiềm năng, điều này thể hiện ở mức độ mà người bán được thành lập có thể kiên trì tăng giá trên mức cạnh tranh mà không thu hút các công ty mới gia nhập ngành. " McAfee và cộng sự. chỉ trích điều này là tautological bằng cách đặt "hậu quả của định nghĩa vào chính định nghĩa."
Năm 1968, George Stigler đã định nghĩa một rào cản gia nhập là "Chi phí sản xuất phải do một công ty tìm cách gia nhập ngành nhưng không phải do các công ty đã có trong ngành này chịu.  McAfee và cộng sự. chỉ trích cụm từ "không được sinh ra" là khó hiểu và không đầy đủ bằng cách ngụ ý rằng chỉ cần xem xét các chi phí hiện tại.
Năm 1979, Franklin M. Fisher đã đưa ra định nghĩa "bất cứ điều gì ngăn cản sự xâm nhập khi gia nhập thị trường đều có lợi cho xã hội". McAfee và cộng sự. chỉ trích điều này cùng dòng với định nghĩa của Bain.
Năm 1994, Dennis Carlton và Jeffrey Perloff đã đưa ra định nghĩa, "bất cứ điều gì ngăn cản một doanh nhân ngay lập tức tạo ra một công ty mới trong một thị trường." Carlton và Perloff sau đó bác bỏ định nghĩa riêng của họ là không thực tế và thay vào đó sử dụng định nghĩa riêng của họ về "rào cản dài hạn để gia nhập" được định nghĩa rất chặt chẽ với định nghĩa trong phần giới thiệu.

## Rào cản chính và phụ trợ để gia nhập
Một rào cản chính để gia nhập là một chi phí cấu thành một rào cản kinh tế để tự mình nhập cảnh. Một rào cản phụ trợ để gia nhập là một chi phí không phải là một rào cản để tự gia nhập, nhưng củng cố các rào cản khác để gia nhập nếu chúng có mặt.

## Rào cản chống độc quyền gia nhập
Một rào cản chống độc quyền đối với việc gia nhập là "một chi phí làm trì hoãn việc gia nhập và do đó làm giảm phúc lợi xã hội so với việc gia nhập ngay lập tức nhưng không kém chi phí". Điều này trái ngược với khái niệm rào cản kinh tế đối với việc gia nhập được xác định ở trên, vì nó có thể trì hoãn việc thâm nhập vào thị trường nhưng không dẫn đến bất kỳ lợi thế chi phí nào đối với các công ty đương nhiệm trên thị trường. Tất cả các rào cản kinh tế để gia nhập là rào cản chống độc quyền để gia nhập, nhưng điều ngược lại là không đúng sự thật.

## Ví dụ
Các ví dụ sau phù hợp với tất cả các định nghĩa phổ biến về các rào cản kinh tế chính để gia nhập.
- Thỏa thuận nhà phân phối - Thỏa thuận độc quyền với các nhà phân phối hoặc nhà bán lẻ quan trọng có thể gây khó khăn cho các nhà sản xuất khác khi gia nhập ngành.
- Sở hữu trí tuệ - Người đăng ký tiềm năng đòi hỏi quyền truy cập vào công nghệ sản xuất hiệu quả tương đương với tư cách là nhà độc quyền chiến đấu để tự do thâm nhập thị trường. Bằng sáng chế cung cấp cho một công ty quyền hợp pháp để ngăn chặn các công ty khác sản xuất một sản phẩm trong một thời gian nhất định và do đó hạn chế tham gia vào thị trường. Bằng sáng chế nhằm khuyến khích phát minh và tiến bộ công nghệ bằng cách đảm bảo tiền thu được như một sự khích lệ. Tương tự, nhãn hiệu và thương hiệu dịch vụ riêng có thể đại diện cho một loại rào cản gia nhập đối với một sản phẩm hoặc dịch vụ cụ thể nếu thị trường bị chi phối bởi một hoặc một vài tên nổi tiếng.
- Các biện pháp hạn chế, chẳng hạn như thỏa thuận vận chuyển hàng không gây khó khăn cho các hãng hàng không mới có được chỗ hạ cánh tại một số sân bay.
- Thỏa thuận nhà cung cấp - Thỏa thuận độc quyền với các liên kết chính trong chuỗi cung ứng có thể gây khó khăn cho các nhà sản xuất khác khi tham gia vào một ngành.
- Chuyển đổi rào cản - Đôi khi, khách hàng có thể gặp khó khăn hoặc tốn kém khi chuyển đổi nhà cung cấp
- Thuế quan - Thuế đánh vào hàng nhập khẩu ngăn doanh nghiệp nước ngoài xâm nhập thị trường trong nước.
- Thuế - Các công ty nhỏ hơn mở rộng quỹ điển hình ra khỏi lợi nhuận giữ lại nên thuế suất cao cản trở sự tăng trưởng và khả năng cạnh tranh với các công ty hiện tại. Các công ty lớn hơn có thể tốt hơn để tránh thuế cao thông qua các lỗ hổng được viết thành luật ủng hộ các công ty lớn hoặc bằng cách sử dụng nhân viên kế toán thuế lớn hơn của họ để tránh thuế cao hơn.
- Phân vùng - Chính phủ cho phép một số hoạt động kinh tế nhất định trong các khu vực đất được chỉ định nhưng không bao gồm các khu vực khác, cho phép độc quyền đối với đất cần thiết.

### Ví dụ gây tranh cãi
Các ví dụ sau đây đôi khi được trích dẫn là rào cản đối với mục nhập, nhưng không phù hợp với tất cả các định nghĩa thường được trích dẫn về rào cản đối với việc gia nhập. Nhiều trong số này phù hợp với định nghĩa về các rào cản chống độc quyền để gia nhập hoặc các rào cản kinh tế phụ trợ để gia nhập.
- Tính kinh tế theo quy mô - Lợi thế về chi phí làm tăng cổ phần trong một thị trường, điều này có thể ngăn cản và trì hoãn những người tham gia vào thị trường. Điều này làm cho các nền kinh tế quy mô trở thành một rào cản chống độc quyền để gia nhập, nhưng chúng cũng có thể là phụ trợ.[1] Lợi thế chi phí đôi khi có thể nhanh chóng được đảo ngược nhờ những tiến bộ trong công nghệ. Ví dụ, sự phát triển của máy tính cá nhân đã cho phép các công ty nhỏ sử dụng cơ sở dữ liệu và công nghệ truyền thông vốn từng rất đắt đỏ và chỉ dành cho các tập đoàn lớn.
- Hiệu ứng mạng - Khi một hàng hóa hoặc dịch vụ có giá trị tăng trung bình cho mỗi khách hàng bổ sung, điều này sẽ tạo ra một rào cản chống độc quyền và phụ trợ tương tự đối với quy mô kinh tế theo quy mô.[1]
- Các quy định của chính phủ - Một quy tắc trật tự có hiệu lực pháp luật, được quy định bởi cấp trên hoặc cơ quan có thẩm quyền, liên quan đến hành động của những người dưới quyền kiểm soát. Yêu cầu về giấy phép và giấy phép có thể tăng đầu tư cần thiết để tham gia vào thị trường, tạo ra một rào cản chống độc quyền để gia nhập.
- Quảng cáo - Các công ty đương nhiệm có thể tìm cách gây khó khăn cho các đối thủ cạnh tranh mới bằng cách chi mạnh cho quảng cáo mà các công ty mới sẽ gặp khó khăn hơn trong việc chi trả hoặc không thể cho nhân viên và hoặc đảm nhận. Đây được gọi là lý thuyết sức mạnh thị trường của quảng cáo.[7] Ở đây, việc sử dụng quảng cáo của các công ty được thành lập tạo ra sự khác biệt về nhận thức của người tiêu dùng đối với thương hiệu của họ từ các thương hiệu khác đến một mức độ mà người tiêu dùng coi thương hiệu của họ là một sản phẩm hơi khác.[7] Vì thương hiệu được coi là một sản phẩm hơi khác biệt, các sản phẩm từ các đối thủ cạnh tranh hiện có hoặc tiềm năng không thể được thay thế hoàn hảo thay cho thương hiệu của công ty đã thành lập.[7] Điều này khiến các đối thủ cạnh tranh mới khó có được sự chấp nhận của người tiêu dùng.[7]
- Vốn - Bất kỳ khoản đầu tư nào vào thiết bị, xây dựng và nguyên liệu thô đều là những rào cản phụ trợ, đặc biệt là chi phí chìm.[1]
- Tính bất định - Khi một tác nhân thị trường có nhiều lựa chọn khác nhau với lợi nhuận có thể chồng chéo, việc chọn bất kỳ một trong số họ có chi phí cơ hội. Chi phí này có thể được giảm bằng cách đợi cho đến khi điều kiện rõ ràng hơn, điều này có thể dẫn đến hàng rào chống độc quyền phụ trợ.
- Lợi thế chi phí không phụ thuộc vào quy mô - Công nghệ độc quyền, bí quyết, tiếp cận thuận lợi với nguyên liệu thô, vị trí địa lý thuận lợi, lợi thế chi phí học tập.
- Hội nhập theo chiều dọc - Một phạm vi sản xuất của nhiều công ty, trong khi theo đuổi các hoạt động có lợi cho hoạt động của chính mình ở mỗi cấp, thường được coi là rào cản gia nhập vì nó yêu cầu các đối thủ sản xuất nó ở các bước khác nhau để tham gia thị trường cùng một lúc.
- Nghiên cứu và phát triển - Một số sản phẩm, chẳng hạn như bộ vi xử lý, đòi hỏi một khoản đầu tư lớn vào công nghệ sẽ ngăn cản những người tham gia tiềm năng.
- Lòng trung thành của khách hàng - Các công ty lớn đương nhiệm có thể có khách hàng hiện tại trung thành với các sản phẩm đã được thiết lập. Sự hiện diện của các thương hiệu mạnh được thành lập trong một thị trường có thể là một rào cản gia nhập trong trường hợp này.
- Kiểm soát tài nguyên - Nếu một công ty duy nhất có quyền kiểm soát tài nguyên thiết yếu cho một ngành nhất định, thì các công ty khác không thể cạnh tranh trong ngành.
- Nhu cầu không co giãn - Một chiến lược thâm nhập thị trường là bán với giá thấp hơn so với các công ty đương nhiệm. Điều này là không hiệu quả với người tiêu dùng không nhạy cảm về giá.
- Định giá dự đoán - Việc một công ty chi phối bị thua lỗ sẽ khiến cho việc cạnh tranh trở nên khó khăn hơn đối với các công ty mới không thể chịu tổn thất như vậy, vì một công ty thống trị lớn với các khoản tín dụng hoặc dự trữ tiền mặt lớn có thể. Nó là bất hợp pháp ở hầu hết các nơi; tuy nhiên, rất khó để chứng minh. Xem chống độc quyền. Trong bối cảnh thương mại quốc tế, những thông lệ như vậy thường được gọi là bán phá giá.
- Cấp phép nghề nghiệp - Ví dụ bao gồm giáo dục, cấp phép và giới hạn hạn ngạch về số lượng người có thể vào một ngành nghề nhất định.

## Phân loại và ví dụ
Michael Porter phân loại thị trường thành bốn trường hợp chung :
- Rào cản gia nhập cao và rào cản thoát cao (ví dụ: viễn thông, năng lượng)
- Rào cản gia nhập cao và rào cản thoát thấp (ví dụ: tư vấn, giáo dục)
- Rào cản gia nhập thấp và rào cản thoát cao (ví dụ: khách sạn, đồ sắt)
- Rào cản gia nhập thấp và rào cản thoát thấp (ví dụ: bán lẻ, thương mại điện tử)

Những thị trường này kết hợp các thuộc tính:
- Các thị trường có rào cản gia nhập cao có ít người chơi và do đó tỷ suất lợi nhuận cao.
- Các thị trường có rào cản gia nhập thấp có rất nhiều người chơi và do đó tỷ suất lợi nhuận thấp.
- Thị trường có rào cản thoát cao không ổn định và không tự điều chỉnh, do đó tỷ suất lợi nhuận dao động rất nhiều theo thời gian.
- Các thị trường có rào cản thoát thấp là ổn định và tự điều chỉnh, do đó tỷ suất lợi nhuận không biến động nhiều theo thời gian.

Các rào cản gia nhập và thoát càng cao, thị trường càng dễ bị độc quyền tự nhiên. Điều ngược lại cũng đúng. Rào cản càng thấp, thị trường càng có khả năng trở thành cạnh tranh hoàn hảo.

## Cơ cấu thị trường
1. Cạnh tranh hoàn hảo: Không có rào cản gia nhập.
2. Cạnh tranh độc quyền: Rào cản gia nhập trung bình.
3. Độc quyền nhóm bán: Rào cản gia nhập cao.
4. Độc quyền: Rào cản gia nhập rất cao đến tuyệt đối.